# Cultura Santa Maria

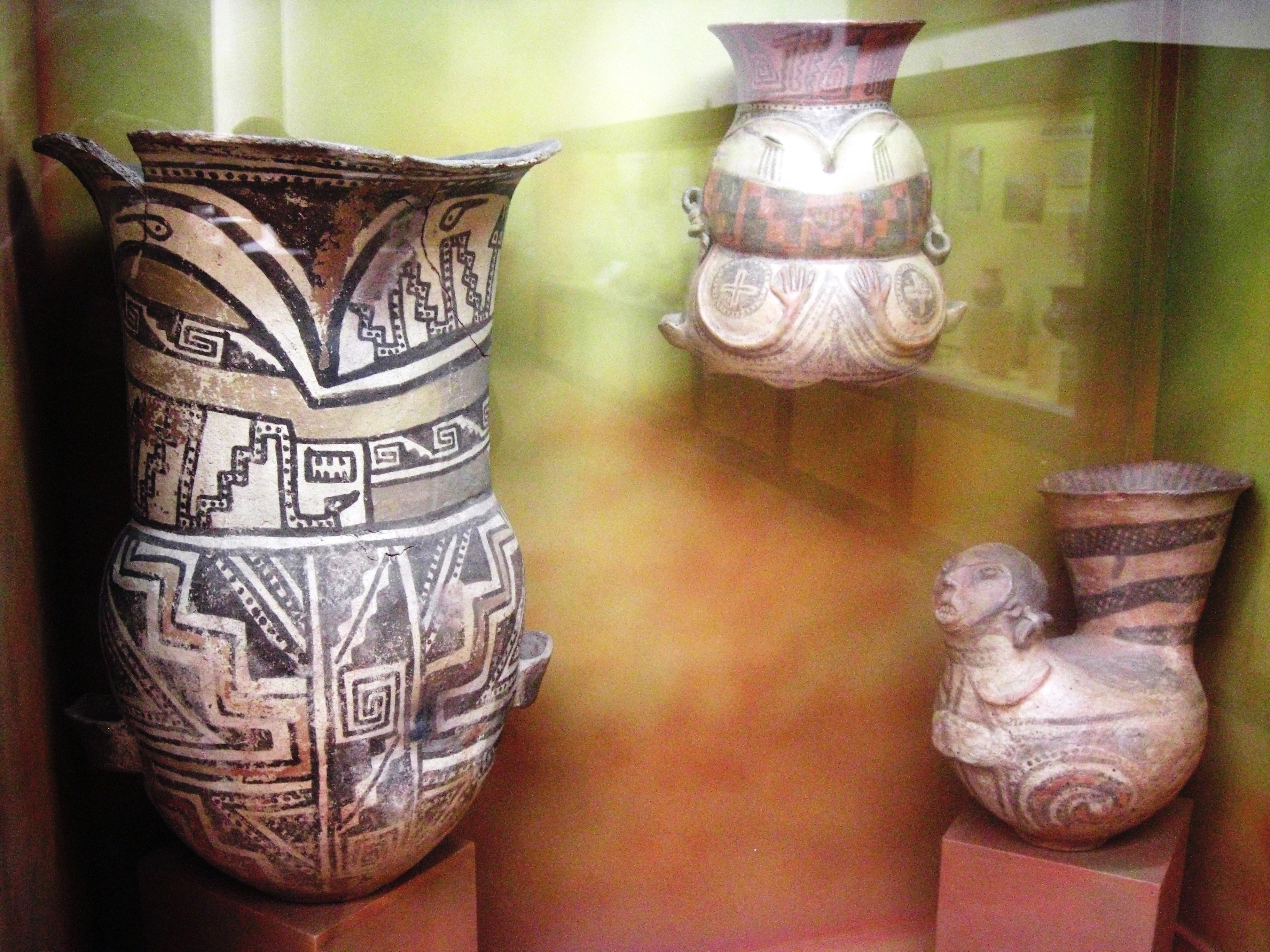
La cultura de Santa Maria és coneguda especialment per les urnes funeràries que utilitzaven per a l'enterrament de nens. Es poden trobar en gairebé tots els grans museus del món

La cultura de Santa Maria o cultura santamariana va ser una civilització que es va desenvolupar al nord de l'actual província de Catamarca i el sud-oest de la província de Salta (Argentina), entre el 850 i el 1480. Els seus principals assentaments estaven a les Valls Calchaquíes i les seves zones limítrofes més immediates, on es troba la localitat de Santa Maria que dona nom a la cultura. El seu element característic són les urnes funeràries que utilitzaven per a l'enterrament de nens, que són presents en gairebé tots els grans museus del món.
Va formar part d'una sèrie de cultures agroterrisseres relacionades que es van conformar el que es coneix com el nord-oest argentí, on es va originar l'arqueologia argentina. Simultàniament a la cultura santamariana es desenvolupen a les zones veïnes diverses cultures similars, com la cultura Belén i la cultura de Sanagasta.

## Característiques
L'element característic de la cultura santamariana són les urnes funeràries que utilitzaven per a l'enterrament de nens, que són presents en gairebé tots els grans museus de el món.
Com altres cultures andines, va desenvolupar un tipus d'agricultura de muntanya, per a la qual es van construir feixes de cultiu i sistemes de reg, que van permetre sustentar a una considerable població. Entre els cultius es trobaven: blat de moro, patates, fesols, quinoa i la carabassa. També van ser recol·lectors dels fruits del garrofer i el chañar. La disponibilitat de les llames com a animals de càrrega per a realitzar caravanes els va permetre desenvolupar un important intercanvi econòmic i cultural amb diferents pobles veïns. Van treballar metalls com el coure, l'or i la plata, realitzant artesanies més desenvolupades. Realitzaven grans atuells ceràmics molt decorades que utilitzaven com urnes funeràries.
La seva societat estava organitzada en senyorius hereditaris, ocupant els guerrers i sacerdots (de tipus xamànic) la jerarquia més alta dins de la societat. La població vivia en llogarets en els turons o en cases disperses al llarg dels rius. Els habitatges eren pedra. Van construir fortificacions defensives denominades pucarás.
Cap a 1430, els inques procedents dels Andes peruans van entrar en contacte amb aquesta cultura, portant canvis polítics a la regió. Els inques van incloure la regió en dos importants províncies: Chicoana i Quire Quire (o Kiri Kiri). A l'arribada dels inques i, poc després dels espanyols, la regió estava habitada per parcialitats diaguites, com els yocaviles, calchaquíes, amaichas, anguinhaos, cafayates i encalillas, que tenien com a llengua comuna el cacán.